# Glina (stad)
Glina is een stad en gemeente in de Kroatische provincie Sisak-Moslavina.
Glina telt 9868 inwoners (2001). De oppervlakte bedraagt 543 km², de bevolkingsdichtheid is 18,2 inwoners per km².

## Plaatsen in de gemeente
Balinac, Baturi, Bijele Vode, Bišćanovo, Bojna, Borovita, Brestik, Brezovo Polje, Brnjeuška, Brubno, Buzeta, Dabrina, Desni Degoj, Dolnjaki, Donja Bučica, Donja Trstenica, Donje Jame, Donje Selište, Donje Taborište, Donji Klasnić, Donji Selkovac, Donji Viduševac, Dragotina, Drenovac Banski, Dvorišće, Glina, Gornja Bučica, Gornje Jame, Gornje Selište, Gornje Taborište, Gornji Klasnić, Gornji Selkovac, Gornji Viduševac, Gračanica Šišinečka, Hađer, Hajtić, Ilovačak, Joševica, Kihalac, Kozaperovica, Maja, Majske Poljane, Majski Trtnik, Mala Solina, Mali Gradac, Mali Obljaj, Marinbrod, Martinovići, Momčilovića Kosa, Novo Selo Glinsko, Prekopa, Prijeka, Ravno Rašće, Roviška, Skela, Slatina Pokupska, Stankovac, Svračica, Šaševa, Šatornja, Šibine, Trnovac Glinski, Trtnik Glinski, Turčenica, Velika Solina, Veliki Gradac, Veliki Obljaj, Vlahović en Zaloj
Steden (gradovi): Sisak · Glina · Hrvatska Kostajnica · Kutina · Novska · Petrinja

Gemeenten (općine): Donji Kukuruzari · Dvor · Gvozd · Hrvatska Dubica · Jasenovac · Lekenik · Lipovljani · Majur · Martinska Ves · Popovača · Sunja · Topusko · Velika Ludina